# 石坂秀一
石坂 秀一（いしざか ひでかず、1976年7月26日 - ）は、日本の元男子バスケットボール選手である。東京都出身。パナソニックトライアンズ所属。198cm、94kg。ポジションはC/F。

## 来歴
國學院久我山高でウィンターカップ準優勝の原動力となり、中央大学を経て、松下電器に入社。
全日本にも選ばれ、2001年・2003年のアジア選手権、2002年のアジア競技大会に出場した。
2008年引退。

## 経歴
- 國學院久我山高 - 中央大学 - 松下電器(1999年〜2008年)

## 代表歴
- 1999年 アジア選手権
- 2000年 スーパードリームゲーム
- 2002年 アジア競技大会
- 2003年 アジア選手権